# Protogonos
Ein Protogonos oder Protogenos (Pl. Protogonoi oder Protogenoi, altgriechisch Πρωτόγενοι Prōtógenoi, deutsch ‚zuerst Geborene‘) ist in der griechischen Mythologie in engerem Sinn eine Bezeichnung für Phanes, den ersten Gott in der Kosmogonie der Orphiker.
Aus einer Parodie auf die altorphische Kosmogonie von Aristophanes geht hervor, dass bei den frühen Orphikern nicht Phanes der erste Gott war, sondern Chronos ein Ei für Aither geschaffen hatte. Nyx gebar das Ei, aus dem dann der Schöpfergott Eros geboren wurde.
Im weiteren Sinn sind die Protogonoi göttliche Verkörperungen der Urprinzipien, die in vielen Theogonien griechischer Autoren die erste Göttergeneration bilden, sofern diesen dann weitere Generationen von Göttern, Nymphen oder andere mythische Figuren entstammen. Zum Beispiel sind das Chaos sowie Teile der daraus entstandenen ersten Göttergeneration aus der Theogonie des Hesiod Protogonoi, ebenso wie die erste orphische Göttergeneration nach Phanes.

## Liste der Protogonoi
- Aither – personifiziert den „oberen Himmel“, Sitz des Lichts und der Götter
- Ananke – personifiziert das unpersönliche Schicksal
- Chaos – Gegenbegriff zu Kosmos
- Chronos – personifiziert die Zeit mit Ablauf und Lebenszeit
- Erebos – personifiziert die Finsternis
- Gaia – personifiziert die Erde, eine der ersten Gottheiten
- Hemera – personifiziert den Tag
- Hydros – aus seinem Wasser und Schlamm entstammt die Gaia
- Nesoi – die Urgöttinnen der Inseln. Jede Insel hatte ihre eigene personifizierte Gottheit.
- Nyx – personifiziert die Nacht
- Okeanos – personifiziert einen die bewohnte Welt umfließenden gewaltigen Strom
- Ourea – personifiziert das Gebirge
- Phanes – auch Eros oder Protogonos genannt (der Erstgeborene)
- Physis – Göttin des Ursprungs und der Ordnung der Natur.
- Pontos – Seegottheit, Sohn der Gaia
- Tartaros – Personifikation des Abgrunds
- Tethys – Titanin und Meeresgöttin, Göttin der irdischen Frischwasserquellen
- Thalassa – Verkörperung des Meeres, das innere Mittelmeer
- Uranos – Himmel in Göttergestalt, herrscht in der ersten Generation über die Welt